# (12390) 1994 WB1
(12390) 1994 WB1 est un astéroïde aréocroiseur découvert en 1994.

## Description
(12390) 1994 WB1 a été découvert le 27 novembre 1994 à l'observatoire astronomique d'Ōizumi, situé à Ōizumi, dans la préfecture de Gunma, au Japon, par Takao Kobayashi.

### Caractéristiques orbitales
L'orbite de cet astéroïde est caractérisée par un demi-grand axe de 1,86 UA, un périhélie de 1,57 UA, une excentricité de 0,15 et une inclinaison de 24,81° par rapport à l'écliptique. Du fait de ces caractéristiques, à savoir un demi-grand axe inférieur à 3,2 UA et un périhélie compris entre 1,3 et 1,666 UA, il croise l'orbite de Mars et est classé, selon la JPL Small-Body Database, comme astéroïde aréocroiseur (aréo venant de Arès).

### Caractéristiques physiques
(12390) 1994 WB1 a une magnitude absolue (H) de 15,0 et un albédo estimé à 0,049.